# Phanias monticola
Phanias monticola là một loài nhện trong họ Salticidae.
Loài này thuộc chi Phanias. Phanias monticola được Richard C. Banks miêu tả năm 1895.